# Монастырь Святого Николая Японского
Монастырь Святого Николая Японского (яп. 東京復活大聖堂教会付属網代亜使徒聖ニコライ修道院 или яп. 日本正教会男子修道院) — недействующий православный мужской монастырь Токийской епархии Японской православной церкви, расположенный в Адзиро, в префектуре Сидзуока в Японии.

## История
В 2005 году, в ответ на обращение предстоятеля Японской православной церкви митрополита Токийского Даниила (Нусиро) с просьбой к священноначалию Московского патриархата об оказании содействия в возрождении монашеской жизни в Японии, решением Священного Синода Русской православной церкви от 16 июля 2005 года (журнал № 47) насельник Троице-Сергиевой Лавры иеромонах Герасим (Шевцов) был направлен в юрисдикцию Японской православной церкви для устроения монашеского братства.
В 2006 году при Воскресенском соборе в Токио митрополитом Токийским Даниилом были освящены временные помещения для мужского монастыря, а также принято решение о наименовании монастыря в честь святого равноапостольного Николая Японского.
22 июня 2018 года в Адзиро, в префектуре Сидзуока, на средства, завещанные Григорием и Галиной Хаттори, был приобретён участок земли для устроения монастыря. 3 июля насельниками обители архимандритом Герасимом (Шевцовым) и иноком Соломоном (Кавасима) был совершён первый молебен на месте предполагаемой закладки храма новой обители. Состоявшийся 7-8 июля Собор Японской православной церкви выразил одобрение началу строительства первого монастыря в Адзиро.
5 ноября 2018 года в домовой церкви обители в честь иконы Божией Матери «Достойно есть» предстоятель Японской православной церкви митрополит Токийский Даниил вместе со всем духовенством Токийской епархии совершил благодарственный молебен, а в ночь с 23 на 24 ноября, в день памяти преподобного Феодора Студита, архимандритом Герасимом при сослужении протодиакона Иоанна Фануракиса и поддержке Николая Одзимы и алтарника Воскресенского кафедрального собора Токио («Николай-до») Гавриила Йокоямы была совершена первая литургия.
В 2019 году Архиерейский совет Японской Автономной Православной Церкви принял решение отложить учреждение православного монастыря в Японии, в связи с чем в ответ на обращение митрополита Токийского Даниила и архиепископа Сендайского Серафима  (Цудзиэ) 30 августа 2019 года (журнал № 120) архимандрит Герасим (Шевцов) был отозван из Японии.